# Ambria (torrente)
Il torrente Ambria è un corso d'acqua della provincia di Bergamo.

## Corso
Nasce dalla confluenza di due rami:
- il torrente Serina, che costituisce il ramo destro (principale) e nasce sul Monte Vaccareggio (1.474 m)
- il torrente Ambriola, ramo sinistro proveniente dal comune di Selvino

la confluenza dei due torrenti avviene nei pressi di Algua.
A sua volta l'Ambria si getta dopo 10 km nel Brembo, di cui è un affluente in sinistra idrografica, all'altezza del comune di Zogno nella frazione di Ambria.
Percorre la Valle Serina, attraversando i comuni di Serina, Algua, Costa Serina, Bracca e Zogno.

## Galleria d'immagini

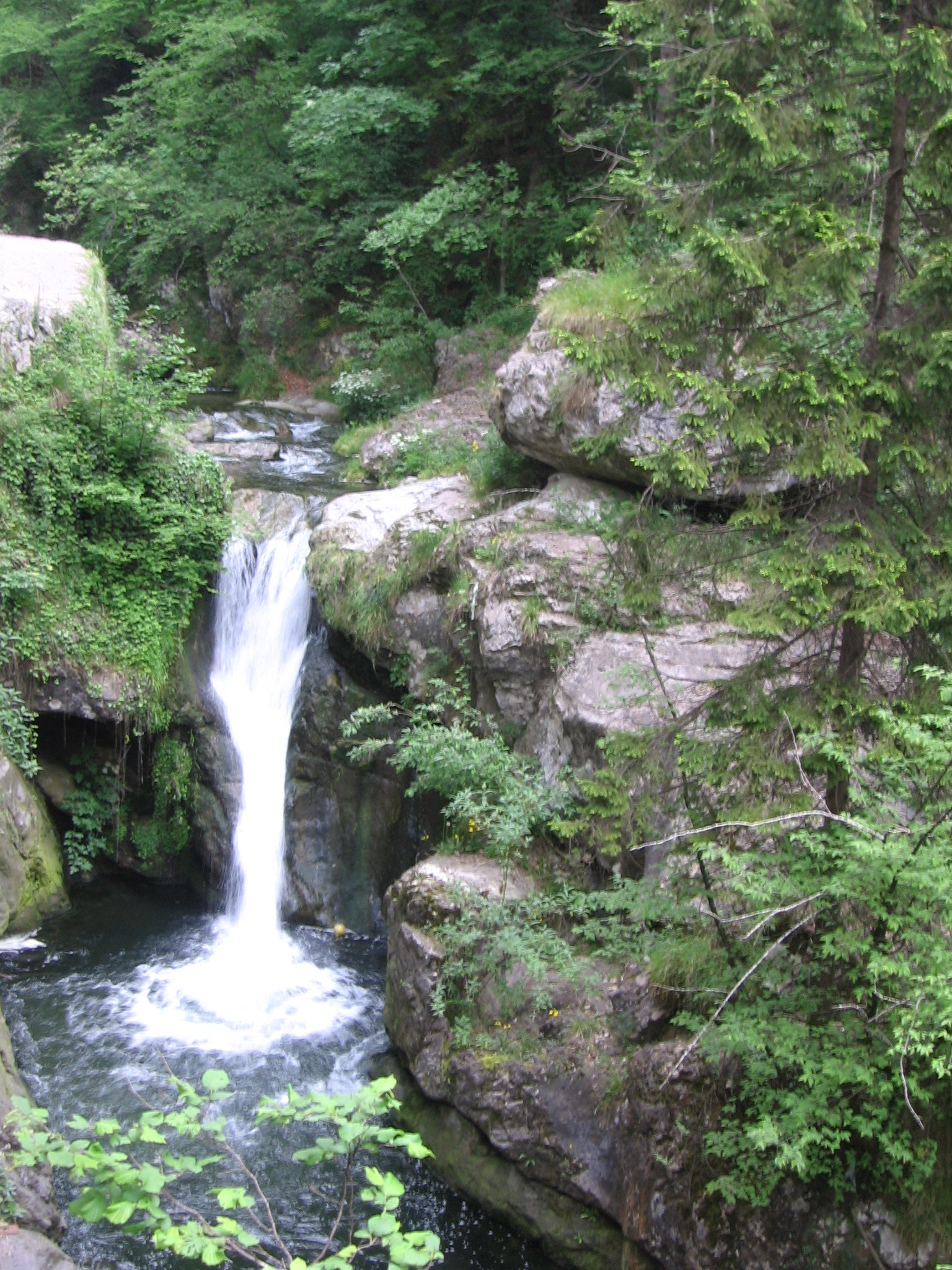
torrente Serina
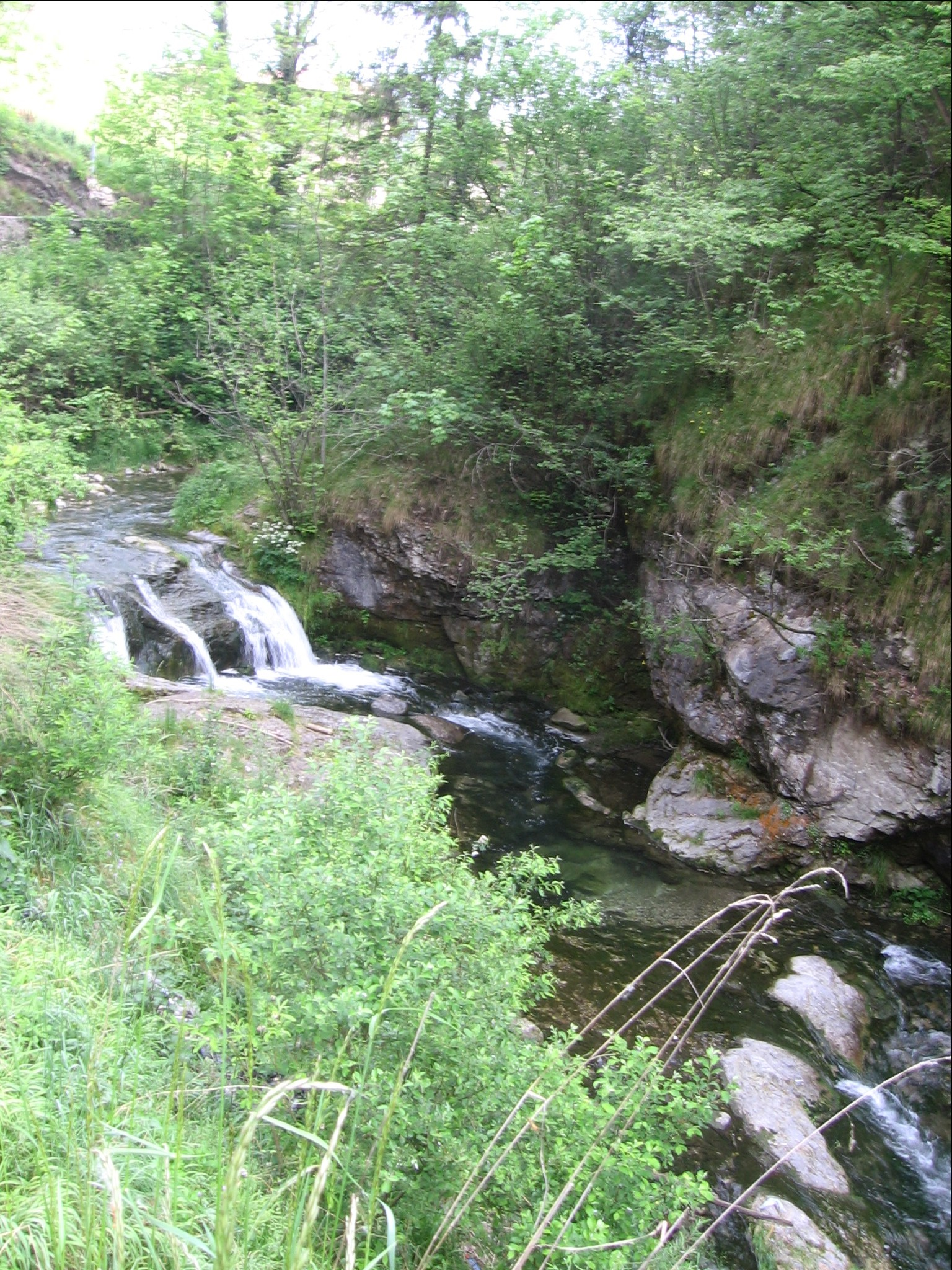
torrente Serina
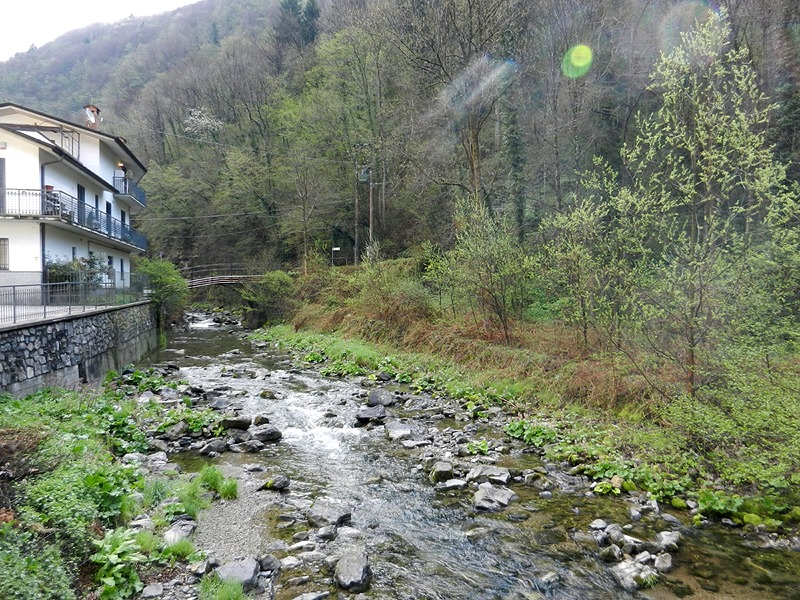
torrente Serina nei pressi di Algua
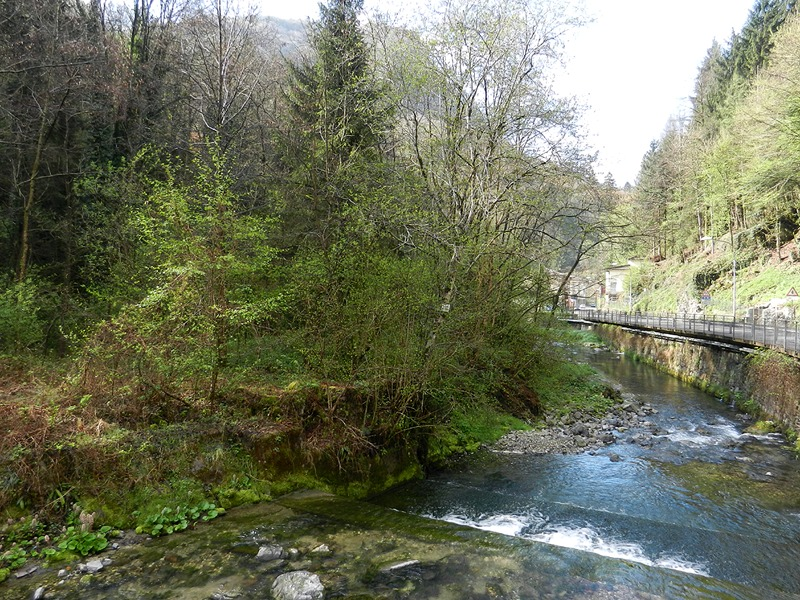
torrente Serina nei pressi di Algua